# آئویاما نوبویوکی

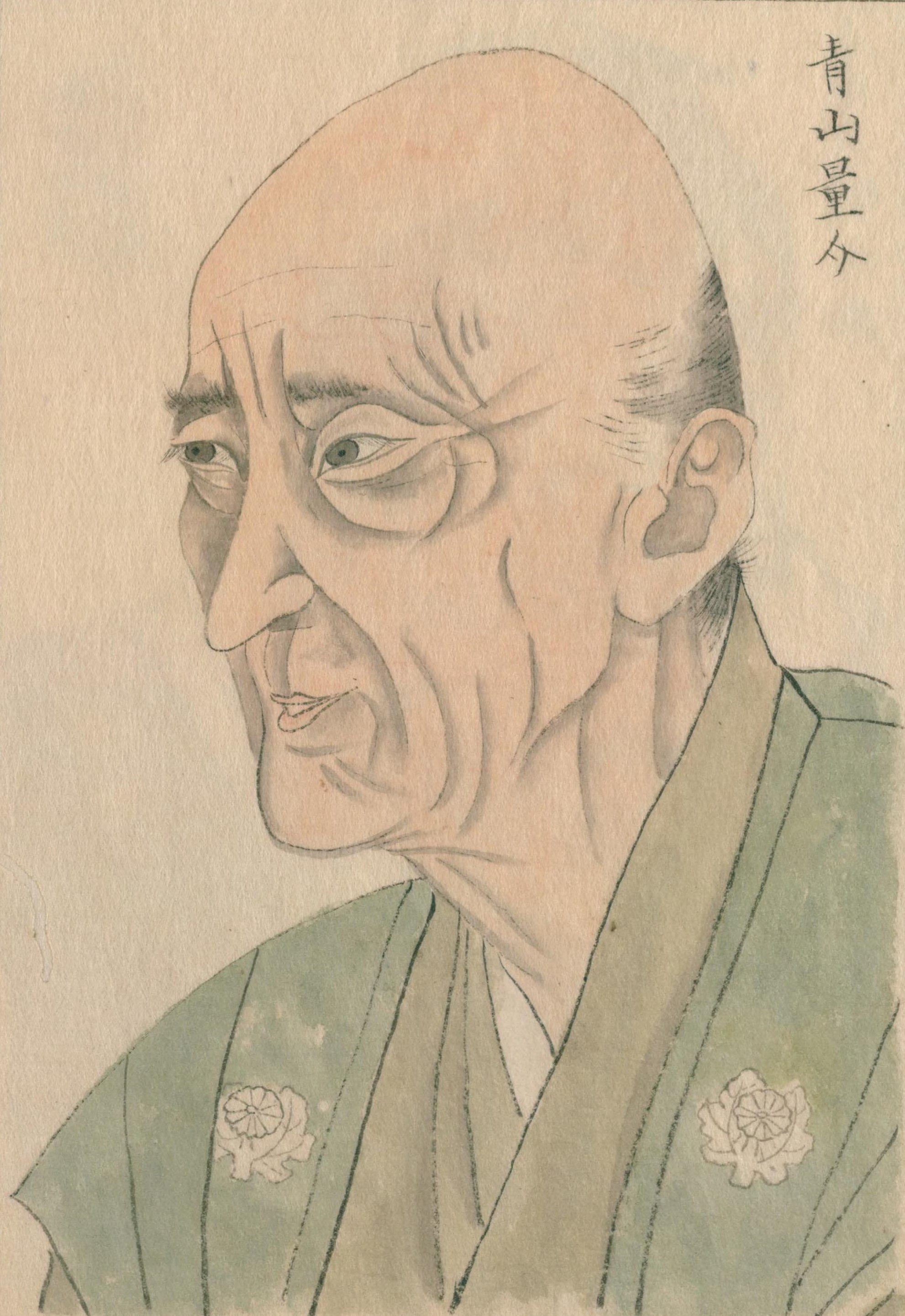

آئویاما نوبویوکی (به ژاپنی: 青山 延于 あおやま のぶゆき)، (تولد ۱۷۷۶ - مرگ ۱۸۴۳)، یک محقق کنفوسیوسی دوره ادو و یک ارباب فئودال در قلمرو میتو بود. او رئیس ادو شوکوکان و اولین استاد ارشد کودوکان بود. او کار اصلاح و انتشار دای نیهونشی را ترویج داد. نام مستعار او شیسی، لقبش ریوسوکه (ریوسوکه) و نام‌های مستعارش سسای و اونریو بود.